# Hans Stein
Hanns Stein (Praga, 17 de noviembre de 1926 - Santiago, 26 de julio de 2024) fue un cantante y académico checo-chileno.

## Biografía
A los doce años Hanns y su familia se trasladan desde Praga hasta Chile, obteniendo más tarde la nacionalidad chilena. En este país comienza a estudiar música y canto, interpretando a diferentes autores chilenos. Luego de acabados sus estudios, obtiene una cátedra en la Universidad de Chile, y posteriormente una beca para continuar sus estudios en su ciudad natal. En Europa también realiza breves estancias en Leipzig y Londres. Además de en estas ciudades y las italianas Roma, Florencia y Nápoles, Stein ha presentado en varios países de Latinoamérica además de Chile, tales como Perú, Argentina y Puerto Rico (junto a Cirilo Vila). En Chile contribuyó a la formación de la Ópera Nacional.
De un marcado pensamiento revolucionario, el poeta Andrés Sabella lo apoda como el «Ruiseñor Rojo».
Actualmente continúa impartiendo docencia en la Facultad de Artes de la Universidad de Chile.
En noviembre de 2018 es nombrado Premio a la Música Nacional Presidente de la República, en la categoría música clásica o selecta.

## Discografía
La siguiente lista es no exhaustiva:
- 1971 - Eisler - Brecht: Canciones (con Cirilo Vila)